# Ain Chair
Ain Chair (en amazic ⵄⵉⵏ ⵛⵄⵉⵔ; en àrab عين الشعير, ʿAyn ax-Xaʿīr) és una comuna rural de la província de Figuig de la regió Oriental del Marroc. Segons el cens de 2014 tenia una població total de 1.554 persones.